# كتائب شاهين
كتائب شاهين هي كتائب من الطائرات المسيرة (طائرات بدون طيار) تابعة للمعارضة السورية ولِغرفة عمليات الفتح المبين التي تتمثل في اتحاد بعض أبرز جبهات المعارضة تحت قيادة هيئة تحرير الشام. وتم الإعلان عنها واستخدامها لأول مرة في هجوم شمال غرب سوريا 2024 أو كما يعرف من قبل قوات المعارضة بعملية ردع العدوان. وكانت هذه الكتائب بارزة في قوات المعارضة ويُعتقد أنها أحد أسباب تفوق المعارضة على النظام في هذه الحرب.